# Кордяжское сельское поселение
Кордяжское сельское поселение — муниципальное образование в составе Зуевского района Кировской области России.
Центр — посёлок Кордяга.

## История
В 1950 году Кордяжская фабрика входила в состав Махневского сельсовета с центром в деревне Анохинцы. В сельсовете числилось 17 населённых пунктов с населением 1813 чел. По данным 1978 года деревня Анохинцы была включена в состав посёлка Кордяга, Махневский сельсовет был переименован в Кордяжский, в него также был включен упразднённый Четвериковский сельсовет. Таким образом Кордяжский сельсовет включал 15 населённых пунктов. В 1997 году Кордяжский сельсовет преобразован в Кордяжский сельский округ в составе 13 населённых пунктов.
1 января 2006 года в соответствии с Законом Кировской области от 07.12.2004 № 284-ЗО образовано Кордяжское сельское поселение, в него вошли территории бывших Кордяжского и Хмелевского сельских округов.

## Население
| 2010 | 2012  | 2013 | 2014 | 2015 | 2016 | 2017 |
| ---- | ----- | ---- | ---- | ---- | ---- | ---- |
| 1081 | ↘1011 | ↘994 | ↘963 | ↘933 | ↘913 | ↘878 |
| 2018 | 2019  | 2020 | 2021 |      |      |      |
| ↘868 | ↘819  | ↘769 | ↘671 |      |      |      |

## Состав сельского поселения
В состав поселения входят 10 населённых пунктов.
| №  | Населённый пункт | Тип населённого пункта          | Население |
| -- | ---------------- | ------------------------------- | --------- |
| 1  | Дулята           | деревня                         | 9         |
| 2  | Катаевцы         | деревня                         | 0         |
| 3  | Кордяга          | посёлок, административный центр | ↘876      |
| 4  | Левинцы          | деревня                         | 0         |
| 5  | Ляминцы          | деревня                         | 13        |
| 6  | Хмелевка         | село                            | ↘171      |
| 7  | Четверики        | деревня                         | 0         |
| 8  | 1045 км          | железнодорожная казарма         | 2         |
| 9  | 1046 км          | остановочная платформа          | 1         |
| 10 | 1050 км          | железнодорожная казарма         | 9         |